# San Sebastián, Chucándiro
San Sebastián är en ort i Mexiko.   Den ligger i kommunen Chucándiro och delstaten Michoacán de Ocampo, i den södra delen av landet, 230 km väster om huvudstaden Mexico City. San Sebastián ligger 1 897 meter över havet och antalet invånare är 478.
Terrängen runt San Sebastián är huvudsakligen kuperad, men åt nordost är den platt. Runt San Sebastián är det ganska tätbefolkat, med 172 invånare per kvadratkilometer. Närmaste större samhälle är Cuitzeo del Porvenir, 19,4 km nordost om San Sebastián. I omgivningarna runt San Sebastián växer huvudsakligen savannskog.